# Đội tuyển bóng đá quốc gia Lesotho
Đội tuyển bóng đá quốc gia Lesotho là đội tuyển cấp quốc gia của Lesotho do Hiệp hội bóng đá Lesotho quản lý. Đội chưa từng tham dự giải bóng đá vô địch thế giới cũng như cúp bóng đá châu Phi.

## Danh hiệu
- Vô địch Cúp COSAFA: 0

Á quân: 2000

## Thành tích tại giải vô địch thế giới
- 1930 đến 1970 - Không tham dự
- 1974 - Không vượt qua vòng loại
- 1978 - Bỏ cuộc
- 1982 - Không vượt qua vòng loại
- 1986 đến 1990 - Bỏ cuộc
- 1994 đến 1998 - Không tham dự
- 2002 đến 2022 - Không vượt qua vòng loại

## Cúp bóng đá châu Phi
- 1957 đến 1972 - Không tham dự
- 1974 - Không vượt qua vòng loại
- 1976 - Bỏ cuộc
- 1978 - Không tham dự
- 1980 - Không vượt qua vòng loại
- 1982 - Không vượt qua vòng loại
- 1984 - Bỏ cuộc
- 1986 - Không tham dự
- 1988 - Bỏ cuộc
- 1990 - Không tham dự
- 1992 - Không tham dự
- 1994 - Không vượt qua vòng loại
- 1996 - Bỏ cuộc khi tham dự vòng loại
- 1998 - Bị cấm tham dự vì bỏ cuộc giải năm 1996
- 2000 đến 2010 - Không vượt qua vòng loại
- 2012 - Không tham dự
- 2013 đến 2023 - Không vượt qua vòng loại

## Đội hình
Đây là đội hình sau khi hoàn thành vòng loại World Cup 2022 gặp Ethiopia vào các ngày 4 và 8 tháng 9 năm 2019.
| Số | VT | Cầu thủ               | Ngày sinh (tuổi)  | Trận | Bàn | Câu lạc bộ                     |
| -- | -- | --------------------- | ----------------- | ---- | --- | ------------------------------ |
| 1  | TM | Likano Mphuthing      | 22 tháng 12, 1998 | 12   | 0   | Lesotho Defence Force          |
| 16 | TM | Lichaba Thabiso       | 16 tháng 6, 1995  | 3    | 0   | Bantu                          |
|    |    |                       |                   |      |     |                                |
| 2  | HV | Motlomelo Mkhwanazi   | 5 tháng 11, 1994  | 9    | 0   | Bantu                          |
| 3  | HV | Basia Makepe          | 4 tháng 3, 1991   | 37   | 1   | Lesotho Mounted Police Service |
| 4  | HV | Rethabile Rasethuntsa | 22 tháng 11, 1994 | 2    | 0   | Linare                         |
| 14 | HV | Rethabile Mokokoana   | 6 tháng 4, 1998   | 0    | 0   |                                |
| 19 | HV | Nkau Lerotholi        | 27 tháng 9, 1990  | 54   | 2   | Matlama                        |
|    |    |                       |                   |      |     |                                |
| 5  | TV | Tshwalero Bereng      | 30 tháng 10, 1990 | 10   | 1   | Black Leopards                 |
| 6  | TV | Lisema Lebokollane    | 24 tháng 2, 1993  | 2    | 0   | Matlama                        |
| 7  | TV | Hlompho Kalake        | 2 tháng 9, 1994   | 42   | 2   | Bantu                          |
| 10 | TV | Lehlohonolo Fothoane  | 23 tháng 2, 1997  | 7    | 1   | Bantu                          |
| 11 | TV | Tsoanelo Koetle       | 22 tháng 11, 1992 | 48   | 2   | Lioli                          |
| 12 | TV | Neo Mokhachane        | 22 tháng 9, 1996  | 0    | 0   | Bantu                          |
|    |    |                       |                   |      |     |                                |
| 8  | TĐ | Tsepo Toloane         | 15 tháng 7, 1997  | 13   | 0   | Lesotho Defence Force          |
| 9  | TĐ | Sera Motebang         | 1 tháng 5, 1995   | 27   | 7   | Bloemfontein Celtic            |
| 13 | TĐ | Masoabi Nkoto         | 14 tháng 1, 1992  | 18   | 1   | Real Kings                     |
| 15 | TĐ | Jane Thabantso        | 22 tháng 1, 1996  | 46   | 5   | Matlama                        |
| 17 | TĐ | Tsepo Seturumane      | 6 tháng 7, 1992   | 32   | 7   | Lioli                          |
| 18 | TĐ | Tumelo Khutlang       | 23 tháng 10, 1995 | 28   | 2   | Black Leopards                 |